# Mohamed Hany
Mohamed Hany (El Cairo, 25 de enero de 1996) es un futbolista egipcio que juega en la demarcación de lateral derecho para el Al-Ahly de la Premier League de Egipto.

## Selección nacional
Tras jugar en las categorías inferiores de la selección, finalmente hizo su debut con la selección de fútbol de Egipto en un partido amistoso contra Jordania que finalizó con un resultado de 0-1 a favor del combinado jordano tras el gol de Ahmed Samir.

## Clubes
| Club    | País   | Año   | Partidos | Goles |
| ------- | ------ | ----- | -------- | ----- |
| Al-Ahly | Egipto | 2014- | 359      | 8     |